# Zoarchias macrocephalus
Zoarchias macrocephalus is een straalvinnige vissensoort uit de familie van de stekelruggen (Stichaeidae). De wetenschappelijke naam van de soort is voor het eerst geldig gepubliceerd in 2007 door Kimura & Sato.